# Varaignes (Fluss)
Der Varaignes, genauer Ruisseau de Varaignes, alternativ auch Ruisseau de Crochet oder Ruisseau de l'Étang d'Assat, ist ein kleiner Fluss im Südwesten Frankreichs, der in der Region Nouvelle-Aquitaine verläuft. Er entspringt im Gemeindegebiet von Saint-Estèphe und mündet nach rund 14 Kilometern als rechter Nebenfluss in den Bandiat. Sein durchschnittliches Gefälle beträgt 10,66 m/km.

## Durchquertes Département und Ort am Fluss
Der Varaignes durchquert nur das Département Dordogne, einzig größerer Ort am Fluss ist Varaignes.

## Durchquerte Gemeinden
Folgende Gemeinden werden vom Varaignes durchquert bzw. berührt:
- Saint-Estèphe (Quelle)
- Bussière-Badil
- Étouars
- Teyjat
- Soudat
- Varaignes (Mündung)

## Geographischer Verlauf
Der Varaignes entspringt auf 259 Meter Höhe als Ruisseau de l'Étang d'Assat in der Nähe von Puycharnaud im Norden der Gemeinde Saint-Estèphe, Dordogne – etwa 4,5 Kilometer vom Ortszentrum entfernt. Seine generelle Abflussrichtung ist nach Westsüdwest (N 063 bzw. N 243). Seine ersten drei Kilometer bestehen aus einer Abfolge von aufgestauten Weihern. Rund 1,5 Kilometer südlich von Soudat nimmt er als rechten Nebenfluss den 3,4 Kilometer langen Ruisseau du Pontet auf und wird ab diesem Punkt als Ruisseau de Crochet bezeichnet. Ab Varaignes führt er dann seinen eigentlichen Namen. Zirka 1,5 Kilometer südwestlich von Varaignes mündet er dann auf 116 Meter Höhe als rechter Nebenfluss in den Bandiat.
Seine Gesamtlänge beträgt 13,5 Kilometer.

## Geologie
Die Quelle des Varaignes befindet sich auf dem Piégut-Pluviers-Granodiorit, genauer auf dessen grobkörniger Porphyrfazies. Anschließend erreicht der Flusslauf die feinkörnige Dachfazies des Granodiorits sowie dessen Normalfazies. Er bildet hier die Grenze zwischen den Gemeinden Bussière-Badil und Saint-Estèphe sowie zwischen Bussière-Badil und Étouars. Nach Durchqueren einer Nordnordost-Südsüdwest-streichenden Störung beim Weiler Chanedière schneidet der Fluss durch Gneise der Unteren Gneisdecke des Limousins. Hierbei handelt es sich anfangs um plagioklasführende Paragneise und sodann um Metatexite. In den Metatexiten bildet der Fluss die Gemeindegrenze zwischen Soudat und Teyjat. Kurz vor der rechtsseitigen Einmündung des Ruisseau du Pontet erreicht er schließlich flachliegende Sedimente – Lias des Aquitanischen Beckens bestehend aus Arkosen, Dolomiten, Oolithkalken sowie grauen Tonen und Mergeln. Zirka einen Kilometer unterhalb der Einmündung trifft der Fluss auf die Sedimente des Doggers (Bajocium), denen er bis zur Mündung in den Bandiat folgt. Das Bajocium setzt sich vorwiegend aus grauen Kalken zusammen, welche braune Ooide enthalten. Es kann aber auch stark rekristallisiert auftreten, wie beispielsweise südwestlich vom Weiler Lagrelière oder am Ortskern von Varaignes, wo eine von Javerlhac-et-la-Chapelle-Saint-Robert kommende Südost-Nordwest-streichende Störungszone kreuzt. Die Störung ist mit Blei, Zink und Barium vererzt und hat außerdem die Doggerkalke rekristallisiert. Kurz vor der Mündung in den Bandiat sind rotbraune, fluviatile Sande und Gerölle aus dem Pleistozän in der Bandiatebene anstehend, welche hier eine mittlere Schotterterrasse aufgebaut haben.
Hat sich der Fluss in den Gneisen gegenüber dem Grundgebirgsplateau bis zu 80 Meter tief eingeschnitten, so weitet sich seine Talung mit Erreichen der Liassedimente nördlich von Lauterie. Ab hier bis zur Mündung hat sich im Talgrund holozänes Alluvium angesammelt, welches aus Quarz- und Kalkgerölle führenden Feinsanden besteht.

## Nebenflüsse
Einziger Nebenfluss von Bedeutung ist der 3,4 Kilometer lange und von rechts aus Richtung Soudat kommende Ruisseau du Pontet. Dieser spaltet sich seinerseits in zwei Seitenarme von 1,2 und 1,1 Kilometer Länge. Im Dogger sind ferner zwei Trockentäler erwähnenswert, ein rechtsseitiges, das bei La Basse Côte einmündet und ein linksseitiges, das der Störungszone folgt und gegenüber dem Ortskern von Varaignes eintritt.